# Партия Центра (Исландия)
Партия Центра (исл. Miðflokkurinn) —  политическая партия Исландии, созданная в сентябре 2017 года. Она отделилась от Прогрессивной партии из-за разногласий между руководителями, когда две фракции решили объединиться в новую партию перед парламентскими выборами 2017 года. Партию часто называют популистской.  
Партия предлагает реформировать банковский сектор штата, сохранить государственную собственность Landsbankinn и вернуть государственную долю в Arion Bank, который в настоящее время контролируется хедж-фондами, перераспределить треть своих акций среди исландцев, а также продать государственную существующую долю в Íslandsbanki. Партия поддерживает отмену индексации долгов и выступает против вступления Исландии в Европейский союз. На инаугурационной встрече партии в Рейкьявике 8 октября Сигмюндюр Давид Гюннлёйгссон заявил, что партия поддерживает лучшие идеи левых и правых, делая упор как на защиту прав личности, так и на социальное обеспечение, а также уделяет внимание региональным вопросам, например Северной электростанции в Великобритании и улучшения льгот для пожилых людей. Партия также предлагает улучшить паромное сообщение и построить новую больницу.  Она выступила против принятия закона о расширении права на аборты до 22-й недели беременности. Партия Центра выступила против принятия закона, позволяющего людям определять свой пол в глазах закона. Один из членов партии призвал к преподаванию темы отрицания изменения климата в государственных школах. 
Согласно опросу, проведённому Институтом социальных наук при Исландском университете в октябре 2017 года для газеты Morgunblaðið, на парламентских выборах 2016 года партия получает почти половину своей поддержки от сторонников Прогрессивной партии, ещё четверть — от Партии независимости и 13% от либеральной Партии реформ и «Светлого будущего». Сигмюндюр Давид Гюннлёйгссон традиционно пользовался поддержкой из-за своих националистических и популистских взглядов, хотя и не выражал их во время кампании 2017 года.
В декабре 2018 года просочившаяся запись запечатлела четырёх депутатов Партии Центра, в том числе лидера партии Сигмюндюра Давида, которые обсуждали женщин и женщину-инвалида в порочащих и сексуально заряженных выражениях.

## Результаты на выборах
| Выборы | Голосов | %    | Мест    | +/– | Позиция |
| ------ | ------- | ---- | ------- | --- | ------- |
| 2017   | 21 335  | 10,9 | 7 из 63 | ▬ 7 | ▬ 5     |